# 1981 Tour
Il 1981 Tour è stato un tour musicale del gruppo inglese dei Depeche Mode, intrapreso durante il 1981 prima e dopo l'uscita del primo album in studio del gruppo Speak & Spell.

## Descrizione
Il tour è il secondo e ultimo intrapreso con Vince Clarke, il quale lascerà il gruppo dopo la fine del medesimo. Per la prima volta la band si è esibita all'estero (Francia, Belgio, Paesi Bassi e Germania).

## Scaletta
1. New Life
2. I Sometimes Wish I Was Dead
3. Puppets
4. Boys Say Go!
5. Nodisco
6. What's Your Name?
7. Photographic
8. Tora! Tora! Tora!
9. Big Muff
10. Any Second Now (solo versione strumentale)
11. Just Can't Get Enough
12. Dreaming of Me
13. Ice Machine
14. Television Set
15. The Price Of Love

## Date
| Data       | Città               | Paese          | Luogo                   | Note |
| ---------- | ------------------- | -------------- | ----------------------- | ---- |
| Europa     |                     |                |                         |      |
| 03/01/1981 | Londra              | Regno Unito    | Crocs                   |      |
| 06/01/1981 | Londra              | Regno Unito    | Bridgehouse             |      |
| 11/01/1981 | Londra              | Regno Unito    | Hope 'N' Anchor         |      |
| 11/01/1981 | Southend-on-Sea     | Regno Unito    | Rascals                 |      |
| 01/02/1981 | Londra              | Regno Unito    | Moonlight Club          |      |
| 02/02/1981 | Leeds               | Regno Unito    | Warehouse               |      |
| 03/02/1981 | Sheffield           | Regno Unito    | Limit Club              |      |
| 09/02/1981 | Londra              | Regno Unito    | Bridgehouse             |      |
| 12/02/1981 | Londra              | Regno Unito    | Moonlight Club          |      |
| 14/02/1981 | Londra              | Regno Unito    | The Rainbow             |      |
| 16/02/1981 | Londra              | Regno Unito    | Cabaret Futura          |      |
| 26/02/1981 | Londra              | Regno Unito    | Lyceum                  |      |
| 24/03/1981 | Londra              | Regno Unito    | Moonlight Club          |      |
| 30/03/1981 | Londra              | Regno Unito    | Flicks                  |      |
| 02/04/1981 | Southend-on-Sea     | Regno Unito    | Technical College       |      |
| 04/04/1981 | Londra              | Regno Unito    | Thames Boat Trip        |      |
| 11/04/1981 | Londra              | Regno Unito    | Crocs                   |      |
| 16/04/1981 | Leeds               | Regno Unito    | Amnesia                 |      |
| 23/04/1981 | Birmingham          | Regno Unito    | Cedar Ballroom          |      |
| 26/04/1981 | Londra              | Regno Unito    | Lyceum                  |      |
| 28/04/1981 | Londra              | Regno Unito    | Sweeneys                |      |
| 30/04/1981 | Londra              | Regno Unito    | The Pits                |      |
| 01/05/1981 | Londra              | Regno Unito    | Southbank Poly          |      |
| 03/05/1981 | Londra              | Regno Unito    | Raquels                 |      |
| 09/05/1981 | Cardiff             | Regno Unito    | Nero's                  |      |
| 12/05/1981 | Londra              | Regno Unito    | The Venue               |      |
| 25/05/1981 | Londra              | Regno Unito    | Flicks                  |      |
| 01/06/1981 | Londra              | Regno Unito    | Bridgehouse             |      |
| 02/06/1981 | Londra              | Regno Unito    | Hammersmith Palais      |      |
| 27/06/1981 | Londra              | Regno Unito    | Crocs                   |      |
| 09/07/1981 | Londra              | Regno Unito    | Regency Suite           |      |
| 23/07/1981 | Londra              | Regno Unito    | The Venue               |      |
| 25/07/1981 | L'Aia               | Paesi Bassi    | Zuiderpark              |      |
| 30/07/1981 | Londra              | Regno Unito    | Alexandras              |      |
| 02/08/1981 | Brighton            | Regno Unito    | Jenkinsons              |      |
| 05/08/1981 | Manchester          | Regno Unito    | Rafters                 |      |
| 06/08/1981 | Leeds               | Regno Unito    | Warehouse               |      |
| 07/08/1981 | Edimburgo           | Regno Unito    | Nite Club               |      |
| 26/08/1981 | Londra              | Regno Unito    | ICA                     |      |
| ?/09/1981  | Bristol             | Regno Unito    | Lawrence Wenston School |      |
| 19/09/1981 | Londra              | Regno Unito    | The Venue               |      |
| 25/09/1981 | Amburgo             | Germania Ovest | Markthalle              |      |
| 26/09/1981 | Amsterdam           | Paesi Bassi    | Paradiso                |      |
| 28/09/1981 | Bruxelles           | Belgio         | Disco Rouge             |      |
| 29/09/1981 | Parigi              | Francia        | Bains Douche            |      |
| 31/10/1981 | Newcastle upon Tyne | Regno Unito    | University              |      |
| 02/11/1981 | Edimburgo           | Regno Unito    | Coasters                |      |
| 03/11/1981 | Manchester          | Regno Unito    | Fagin's                 |      |
| 04/11/1981 | Birmingham          | Regno Unito    | Locarno                 |      |
| 05/11/1981 | Birmingham          | Regno Unito    | Rock City               |      |
| 06/11/1981 | Liverpool           | Regno Unito    | University              |      |
| 07/11/1981 | Sheffield           | Regno Unito    | Polytechnic             |      |
| 09/11/1981 | Bristol             | Regno Unito    | Locarno                 |      |
| 10/11/1981 | Londra              | Regno Unito    | Raquels                 |      |
| 11/11/1981 | Brighton            | Regno Unito    | Top Rank                |      |
| 12/11/1981 | Poole               | Regno Unito    | Arts Centre             |      |
| 14/11/1981 | Leicester           | Regno Unito    | University              |      |
| 15/11/1981 | Londra              | Regno Unito    | Lyceum                  |      |
| 16/11/1981 | Londra              | Regno Unito    | Lyceum                  |      |
| 03/12/1981 | Chichester          | Regno Unito    | TVS TV Show             |      |

## Musicisti
- Dave Gahan - voce
- Vince Clarke - sintetizzatori, cori
- Martin Gore - sintetizzatori, cori
- Andy Fletcher - sintetizzatori